# Freybouse
Freybouse (deutsch Freibuss) ist eine französische Gemeinde mit 428 Einwohnern (Stand 1. Januar 2022) im Département Moselle in der Region Grand Est (bis 2015 Lothringen). Sie gehört zum Arrondissement Forbach-Boulay-Moselle und zum Gemeindeverband Saint-Avold Synergie.

## Geografie
Die Gemeinde Freybouse liegt zwölf Kilometer südlich der ehemaligen Bergbaustadt Saint-Avold und ca. 20 Kilometer von der Grenze zum Saarland entfernt. Das knapp 6 km² umfassende Gemeindegebiet ist von Acker- und Grünlandflächen geprägt, nur im Westen hat die Gemeinde einen Anteil an einem 120 ha großen Waldgebiet. Entwässert wird die Umgebung Freybouses durch den Ruisseau du Bischwald, einem kleinen der Deutschen Nied zufließenden Bach. Die südliche Gemeindegrenze bildet die Nationalstraße 74, die auf einem Höhenrücken verläuft, der die Einzugsgebiete der Nied und der Albe trennt, die schließlich in die Saar mündet.
Nordwestlich von Freybouse befindet sich das brachliegende Gelände mit einer 2500 m langen Start- und Landebahn der Base aérienne Grostenquin, einer Luftwaffenbasis der Royal Canadian Air Force, die von 1952 bis 1964 bestand.
Nachbargemeinden von Freybouse sind Frémestroff im Norden, Hellimer im Osten, Francaltroff und Erstroff im Süden sowie Grostenquin im Westen.

## Geschichte
Der Name Freybouse, der seit 1492 überliefert ist, setzt sich aus dem deutschen frei und dem französischen bous – von bois (=Holz) – zusammen. Urkundlich tauchte der Ort erstmals 1260 als Bouz auf. Das Dorf unterstand den Bischöfen von Metz. 1793 und 1801 hatte der Gemeindename noch die Schreibweisen Freibouse und Freybousse.

### Bevölkerungsentwicklung
Freybouse konnte in den vergangenen Jahrzehnten ein kontinuierliches Bevölkerungswachstum verzeichnen.
| Jahr      | 1962 | 1968 | 1975 | 1982 | 1990 | 1999 | 2006 | 2013 | 2021 |
| Einwohner | 232  | 263  | 263  | 274  | 324  | 327  | 377  | 429  | 435  |

In den Jahren 1866 und 1872 wurden mit je 488 Bewohnern die bisher höchsten Einwohnerzahlen ermittelt. Die Zahlen basieren auf den Daten von cassini.ehess und INSEE.

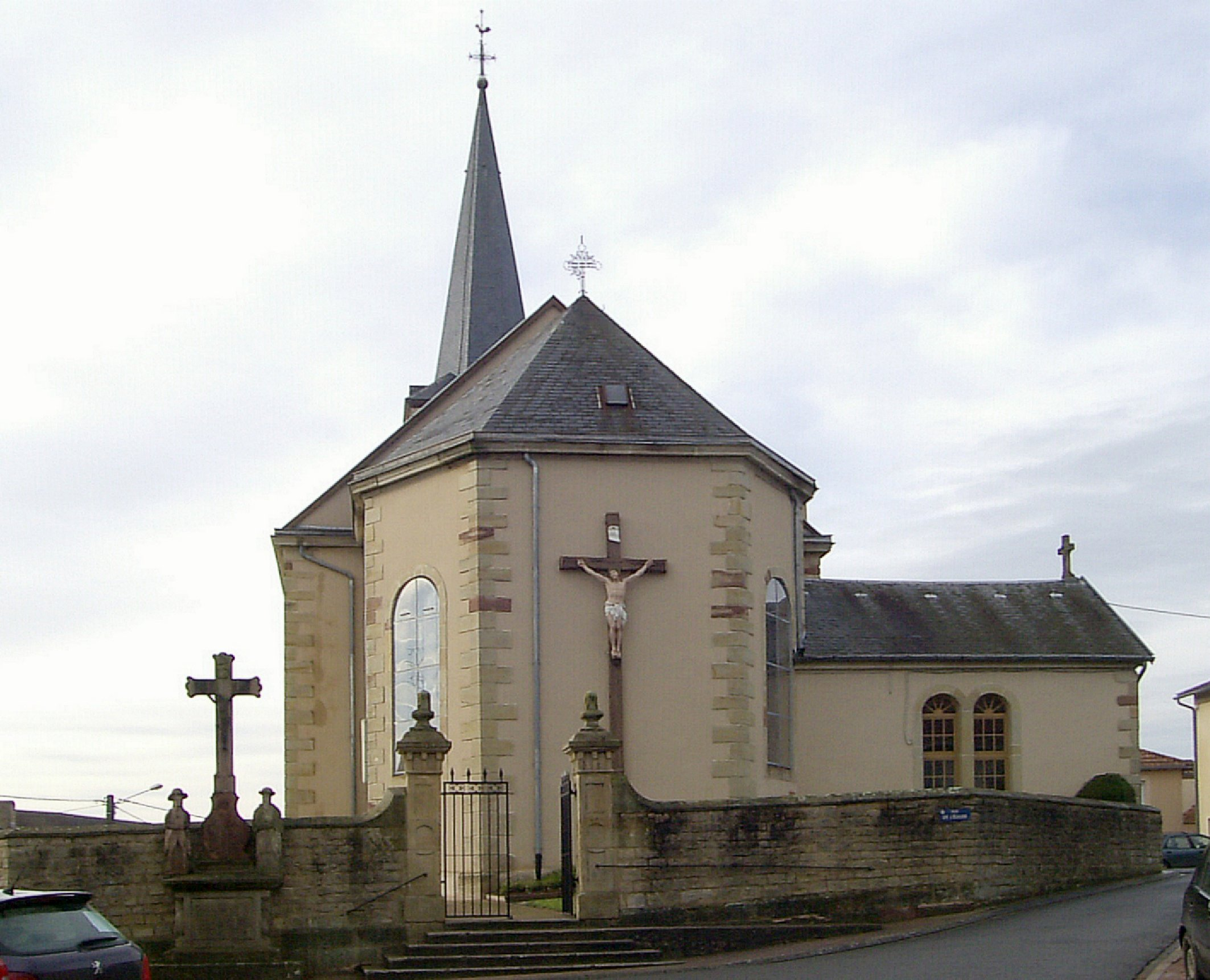
Kirche Saint-Laurent in Freybouse

## Sehenswürdigkeiten
- Kirche Saint-Laurent aus dem Jahr 1755
- Kalvarienberg aus dem 19. Jahrhundert

## Wirtschaft und Infrastruktur
In der Gemeinde sind 16 Landwirtschaftsbetriebe ansässig (Getreide- und Obstanbau, Milchwirtschaft, Rinder- und Geflügelzucht). Daneben gibt es kleinere Handwerksbetrieben und Arbeitsplätze für Pendler in den Industriebetrieben um Saint-Avold.
Von der Route nationale 74 (Nancy–Sarreguemines) im Süden des Gemeindegebietes zweigt die Fernstraße D 22 nach Saint-Avold ab, die in Nord-Süd-Richtung durch den Ort verläuft. Die nächsten Bahnhöfe liegen ca. 14 Kilometer von Freybouse entfernt (Saint-Avold an der Bahnlinie Metz–Forbach und Bénestroff an der Strecke Metz–Morhange–Sarrebourg).